# Copa de Bélgica de Ciclismo 2018
La 3.ª edición de la Copa de Bélgica de Ciclismo de 2018 es una serie de carreras de ciclismo en ruta que se realiza en Bélgica. Comenzó el 27 de febrero con Le Samyn y finalizará el 3 de octubre con la Binche-Chimay-Binche.
Forman parte de la clasificación todos los ciclistas profesionales que forman parte del UCI WorldTeam, Profesional Continental y Continental sin límite de nacionalidad estableciendo un sistema de puntuación en función de la posición conseguida en cada clásica y a partir de ahí se crea la clasificación.
La Copa consta de 10 carreras belgas de un día en las categorías 1.1 y 1.HC del UCI Europe Tour, excepto las que declinan estar en esta competición.

## Sistema de puntos
En cada carrera, los primeros 20 corredores ganan puntos y el corredor con la mayor cantidad de puntos en general es considerado el ganador de la Copa de Bélgica. Se llevan a cabo clasificaciones separadas para los mejores jóvenes (sub-23) y el mejor equipo.

### Clasificación individual
| Posición | 1   | 2  | 3  | 4  | 5  | 6  | 7  | 8  | 9  | 10 | 11 | 12 | 13 | 14 | 15 | 16 | 17 | 18 | 19 | 20 |
| Puntos   | 100 | 85 | 72 | 60 | 50 | 45 | 40 | 35 | 30 | 25 | 20 | 18 | 16 | 14 | 12 | 10 | 8  | 6  | 4  | 2  |

### Clasificación de los jóvenes
| Posición | 1   | 2  | 3  | 4  | 5  | 6  | 7  | 8  | 9  | 10 |
| Puntos   | 100 | 85 | 72 | 60 | 50 | 45 | 40 | 35 | 30 | 25 |

### Clasificación por equipos
| Posición | 1  | 2 | 3 | 4 | 5 | 6 | 7 | 8 | 9 | 10 |
| Puntos   | 12 | 9 | 8 | 7 | 6 | 5 | 4 | 3 | 2 | 1  |

## Carreras puntuables
| Clasificación | Clasificación    | Clasificación                  | Clasificación     | Clasificación          | Clasificación                        | Clasificación                         |
| Pos.          | Fecha            | Carrera                        | Ganador           | Equipo                 | Líder de la clasificación individual | Líder de la clasificación por equipos |
| ------------- | ---------------- | ------------------------------ | ----------------- | ---------------------- | ------------------------------------ | ------------------------------------- |
| 1.º           | 27 de febrero    | Le Samyn                       | Niki Terpstra     | Quick-Step Floors      | Philippe Gilbert                     | Quick-Step Floors                     |
| 2.º           | 4 de marzo       | A través de Flandes Occidental | Rémi Cavagna      | Quick-Step Floors      | Florian Sénéchal                     | Quick-Step Floors                     |
| 3.º           | 20 de mayo       | Gran Premio Marcel Kint        | Nacer Bouhanni    | Cofidis                | Florian Sénéchal                     | Quick-Step Floors                     |
| 4.º           | 2 de junio       | Flecha de Heist                | Emīls Liepiņš     | ONE                    | Cees Bol                             | Quick-Step Floors                     |
| 5.º           | 15 de junio      | Dwars door het Hageland        | Krists Neilands   | Israel Cycling Academy | Cees Bol                             | Quick-Step Floors                     |
| 6.º           | 19 de junio      | Halle-Ingooigem                | Danny van Poppel  | LottoNL-Jumbo          | Cees Bol                             | Quick-Step Floors                     |
| 7.º           | 14 de septiembre | Campeonato de Flandes          | Dylan Groenewegen | LottoNL-Jumbo          | Sean De Bie                          | Quick-Step Floors                     |
| 8.º           | 16 de septiembre | Gran Premio Jef Scherens       | Jasper Stuyven    | Trek-Segafredo         | Sean De Bie                          | Quick-Step Floors                     |
| 9.º           | 22 de septiembre | Tour de Eurométropole          | Mads Pedersen     | Trek-Segafredo         | Sean De Bie                          | Quick-Step Floors                     |
| 10.º          | 2 de octubre     | Binche-Chimay-Binche           | Danny van Poppel  | LottoNL-Jumbo          | Timothy Dupont                       | Quick-Step Floors                     |

## Clasificaciones Finales

### Individual
| Posición | Ciclista       | Equipo              | Puntos |
| -------- | -------------- | ------------------- | ------ |
| 1.º      | Timothy Dupont | Wanty-Groupe Gobert |        |
| 2.º      | Bandera de ?   |                     |        |
| 3.º      | Bandera de ?   |                     |        |
| 4.º      | Bandera de ?   |                     |        |
| 5.º      | Bandera de ?   |                     |        |

### Jóvenes
| Posición | Ciclista     | Equipo | Puntos |
| -------- | ------------ | ------ | ------ |
| 1.º      | Bandera de ? |        |        |
| 2.º      | Bandera de ? |        |        |
| 3.º      | Bandera de ? |        |        |

### Equipos
| Posición | Equipo       | Puntos |
| -------- | ------------ | ------ |
| 1.º      | Bandera de ? |        |
| 2.º      | Bandera de ? |        |
| 3.º      | Bandera de ? |        |
| 4.º      | Bandera de ? |        |
| 5.º      | Bandera de ? |        |